# Piano XVII

Mappa del Piano XVII, mostrante le zone di concentrazione dell'esercito francese e le direttrici di operazioni previste.

Piano XVII era la denominazione convenzionale non ufficiale del piano strategico di operazioni adottato dallo stato maggiore francese nel 1913, da attuarsi in caso di una guerra tra Francia e Germania, e che venne messo parzialmente in pratica all'inizio della prima guerra mondiale.
Il Piano XVII sottovalutava le possibilità operative dell'esercito tedesco e non corrispondeva alle necessità strategiche concrete che si presentarono nell'agosto 1914; in pochi giorni dovette essere abbandonato e l'esercito francese, duramente sconfitto nella battaglia delle frontiere, dovette iniziare una lunga ritirata verso Parigi e la Marna.

## Evoluzione della pianificazione strategica dello stato maggiore francese

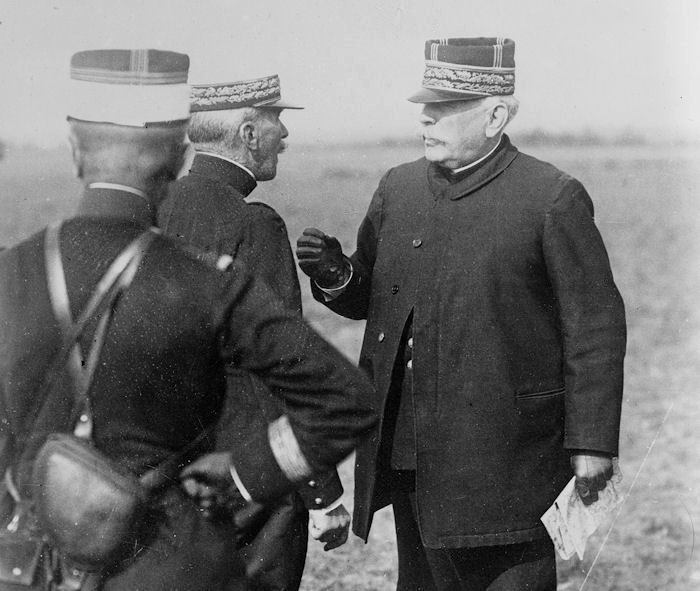
Il generale Joseph Joffre (a destra), comandante in capo francese e ideatore del Piano XVII, durante le grandi manovre del 1912.

In seguito alla sconfitta subita durante la guerra franco-prussiana del 1870-71, la classe politica e militare francese dovette riconoscere il profondo cambiamento prodottosi nell'equilibrio europeo con la perdita del predominio continentale della Francia e l'inquietante crescita della nuova potenza predominante costituita dalla Germania imperiale. Inoltre con la perdita dell'Alsazia-Lorena la situazione strategica francese sul confine franco-tedesco era divenuta chiaramente sfavorevole. Elemento centrale della politica militare dell'esercito francese divenne dal 1891 la stretta alleanza (Duplice Intesa) con l'Impero russo che avrebbe potuto controbilanciare la superiorità numerica tedesca e minacciare la Germania con un possibile attacco su due fronti da est e da ovest.

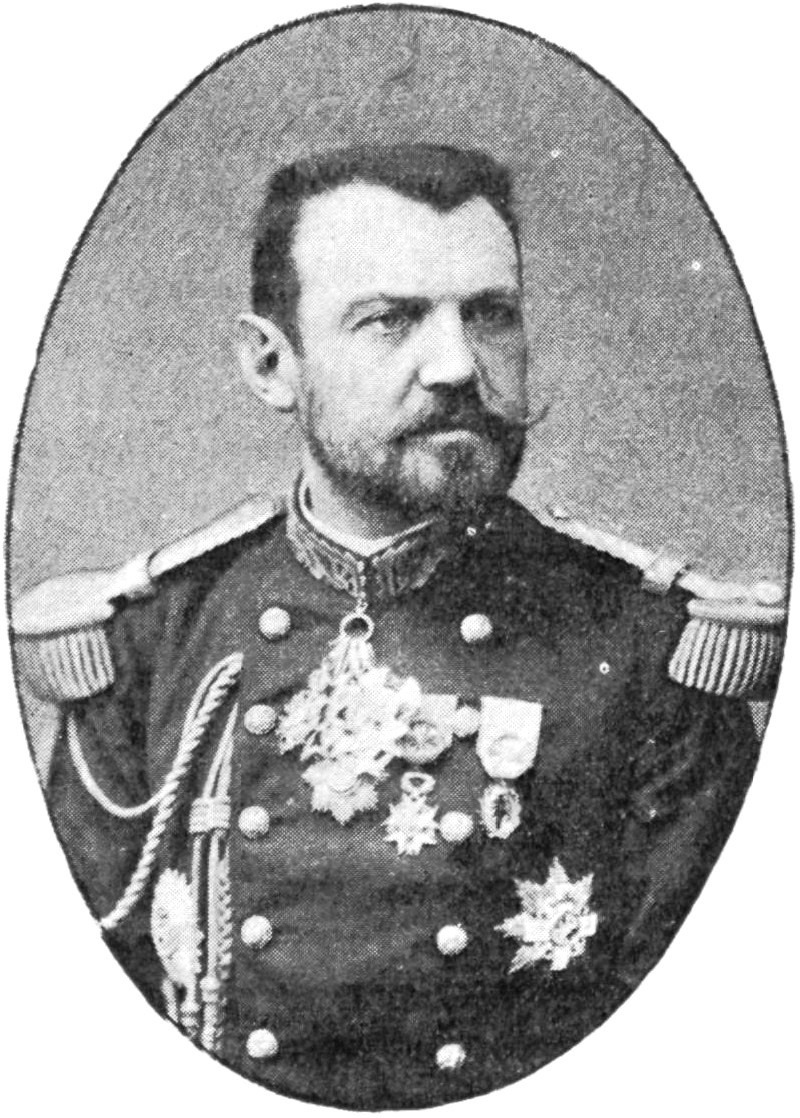
Il generale Joseph Brugère, comandante in capo designato dell'esercito francese nel periodo 1900-1905.

La pianificazione operativa studiata e adottata dall'esercito francese fino ai primi anni del Novecento rimase, nonostante l'alleanza con il potente Impero russo, sostanzialmente difensiva;  nel 1898, lo stato maggiore francese adottò il cosiddetto Piano XIV che prevedeva lo schieramento sul confine franco-tedesco di cinque armate concentrate tra Saint-Dizier e Épinal in una formazione a diamante (bataillon carré) di tipo napoleonico, adatta a condurre, secondo le teorie del generale Henri Bonnal, una guerra di tipo difensivo-controffensivo.
Nel 1903 il vicepresidente del Conseil supérieur de la guerre e comandante in capo designato, generale Joseph Brugère fece approvare il Piano XV sempre di carattere difensivo. Concentrando tutta la loro attenzione sul confine alsaziano-lorense, tatticamente facilmente difendibile grazie alle sue munite fortificazioni, gli strateghi francesi erano apparentemente convinti che la Germania non avrebbe osato progettare un'invasione del Belgio per entrare in Francia attraverso le pianure del nord per timore di un coinvolgimento nel conflitto della Gran Bretagna, che col trattato di Londra del 1839 si era impegnata a garantire la neutralità del piccolo Stato. Anche il Piano XV quindi prevedeva di schierare cinque armate tra Verdun ed Épinal; una armata sarebbe stata posizionata in avanti a Nancy mentre le altre, schierate sui due fianchi sarebbero intervenute in modo flessibile sulla base dei movimenti dei tedeschi.
In realtà fin dal 1904 il Deuxième Bureau, il servizio segreto dell'esercito, era venuto a conoscenza delle linee fondamentali del piano di guerra adottato dallo stato maggiore nemico, grazie alle sensazionali rivelazioni della spia tedesca Le Vengeur, un ufficiale dell'esercito germanico di cui non si è mai riusciti a scoprire l'identità che durante una serie di rocamboleschi incontri con emissari francesi, presentò, dietro il pagamento di una forte somma di denaro, un'importante documentazione che svelava la prima versione del cosiddetto Piano Schlieffen. In questo modo clamoroso i generali quindi appresero che i tedeschi progettavano di violare la neutralità del Belgio e che intendevano organizzare una gigantesca manovra avvolgente per marciare direttamente su Parigi, aggirando sul fianco sinistro l'intero esercito francese.
Sembra che le rivelazioni di Le Vengeur non siano state ritenute completamente attendibili né dal generale Jean Marie Pendezec, capo di stato maggiore dell'esercito, né dal generale Brugère che tuttavia alla fine del 1905 fece studiare una variante al Piano XV che prevedeva la costituzione di una armata da riserva da trasportare a nord in caso di effettiva violazione tedesca della neutralità belga. Un'ulteriore variante del Piano XV (Piano XV bis) venne studiata nel maggio 1907, e prevedeva, oltre a un raggruppamento principale di tre armate in Lorena, un'armata schierata in copertura a nord-est di Saint-Dizier con due corpi d'armata e due divisioni di cavalleria. Tuttavia negli anni seguenti i documenti di Le Vengeur vennero trascurati; il generale Jean Jules Brun, successore del generale Pendezec, non escluse un'impostura, anche se le rivelazioni della spia tedesca sembravano confermate dallo sviluppo delle costruzioni di linee ferroviarie strategiche intorno ad Aquisgrana, linee che avrebbero potuto essere essenziali per concentrare le forze tedesche sul confine belga.

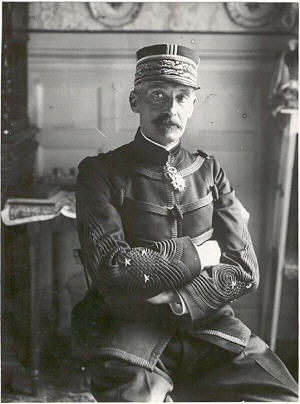
Il generale Victor Constant Michel, il predecessore del generale Joseph Joffre che nel 1911 presentò senza successo un piano di operazioni completamente diverso.

Sulla base di queste valutazioni e considerando anche che le teorie strategiche preferite storicamente dai generali tedeschi si basavano su vaste manovre aggiranti, nel 1909 il generale Henri de Lacroix, in quel momento comandante in capo designato dell'esercito francese, aveva progettato e fatto approvare dal Conseil supérieur de la guerre il cosiddetto Piano XVI. Il generale Lacroix riteneva che i tedeschi avrebbero evitato di attaccare frontalmente il sistema fortificato della Lorena e avrebbero invece diretto le loro offensive principali attraverso le Ardenne, per sbucare con due masse separate a Verdun e a Sedan. Il comandante in capo stabiliva quindi nel Piano XVI che la massa principale dell'esercito sarebbe stata schierata tra Verdun e l'Alsazia, e che notevoli forze di riserva sarebbero state tenute indietro, a Châlons-sur-Marne, da dove sarebbero potuto intervenire, dopo aver riconosciuto l'effettiva direzione dell'attacco principale tedesco, sia a Verdun che a Épinal o a Sedan.
Nel 1911 il successore del generale de Lacroix nell'incarico di vicepresidente del Conseil supérieur e comandante in capo designato, il generale Victor Constant Michel, propose un piano di schieramento radicalmente nuovo, basato su valutazioni strategiche corrette e fondato su modifiche strutturali dell'organizzazione dell'esercito francese. Il generale Michel temeva un'offensiva tedesca attraverso il Belgio con forze imponenti che avrebbe potuto mettere in pericolo il nord-est del Paese. Egli quindi proponeva di estendere lo schieramento francese verso ovest fino alla costa della Manica e di manovrare in senso offensivo verso Anversa, Bruxelles e Namur in caso di invasione tedesca del Belgio. Per disporre delle forze necessarie a mettere in atto un piano così ambizioso, il generale proponeva di modificare la struttura dell'esercito inserendo in prima linea anche le truppe di riserva, aggregando a ogni reggimento regolare un reggimento di riserva. Questo piano, presentato dal generale Michel al Conseil supérieur de la guerre nel luglio 1911 venne però nettamente respinto; il Ministro della guerra Adolphe Messimy lo definì «una follia», il generale Michel venne criticato e tacciato di pessimismo, indecisione e mancanza di spirito offensivo. Durante la riunione del Consiglio nessuno dei presenti, tra cui i generali Joseph Gallieni, Paul Marie Pau e Auguste Dubail, appoggiò le proposte del generale Michel, e ci fu chi lo definì «pazzo». Il generale Michel venne quindi destituito.
Il Ministro della Guerra Messimy aveva ridicolizzato le concezioni strategiche del generale Michel, aveva inoltre progettato una riorganizzazione generale dell'alto comando concentrando in una stessa persona l'incarico di capo di stato maggiore dell'esercito e di vicepresidente del Conseil e comandante in capo designato in caso di guerra. Messimy aveva inizialmente pensato di affidare questo nuovo comando al generale Gallieni o al generale Pau; alla fine invece assegnò l'incarico al generale Joseph Joffre, ufficiale di solida fedeltà alla Terza Repubblica, proveniente dal Genio, taciturno e riservato quanto tenace e risoluto, che avrebbe preso con grande determinazione le redini del comando a partire dalla sua nomina il 28 luglio 1914 e avrebbe rapidamente modificato in modo sostanziale la pianificazione strategica francese.

## Contenuti del piano XVII
La nuova strategia di cui si fece promotore il generale Joffre si fondava sull'offensiva, e derivava direttamente delle nuove teorie belliche proposte dai giovani ufficiali della scuola di guerra di cui uno degli esponenti principali era il generale Ferdinand Foch. La cosiddetta strategia dell'offensiva ad oltranza considerava fondamentale prendere l'iniziativa in guerra e sfruttare le caratteristiche positive del soldato francese che, naturalmente portato all'attacco e dotato di slancio (elan) e coraggio (cran) superiore ai nemici, avrebbe avuto la meglio in grandi battaglie offensive in campo aperto. Il generale Foch e i suoi seguaci esaltavano anche l'importanza della "forza di volontà" (mistique della volontà) e della determinazione a vincere. Secondo il generale Foch, che tuttavia prendeva in considerazione anche la suretè, la sicurezza, e il discernimento tattico, solo l'offensiva avrebbe potuto garantire la vittoria; l'esercito francese doveva attaccare e marciare su Berlino passando per Magonza.
Il generale Joseph Joffre aderiva alle concezioni aggressive del generale Foch e dei giovani ufficiali usciti dalle recenti annate delle scuole di guerra e quindi decise, con la stretta collaborazione del suo sostituto, generale Édouard de Castelnau, ufficiale molto capace ed esperto del lavoro di stato maggiore, di studiare un nuovo piano di operazioni più audace e aggressivo. Il nuovo comandante in capo designato riteneva necessario riconsiderare globalmente le scelte politico-strategiche della Francia in previsione di una guerra ed elaborare un nuovo piano di schieramento; egli criticava le proposte del generale Michel in primo luogo perché a suo parere distendevano su una linea troppo estesa l'esercito e rischiavano di indebolire pericolosamente il centro e l'ala destra. Il generale Joffre prendeva in considerazione la possibilità di un'ampia manovra aggirante tedesca attraverso il Belgio, apparentemente confermata dalle notizie raccolte, da valutazioni strategiche e dalle caratteristiche della rete ferroviaria della Germania occidentale, ma non escludeva la possibilità che si trattasse di una manovra ingannevole del nemico diretta a provocare il trasferimento di una parte dell'esercito francese verso ovest con il conseguente indebolimento delle truppe francesi schierate ad est da dove passava la via più diretta e più breve per un'invasione della Francia.

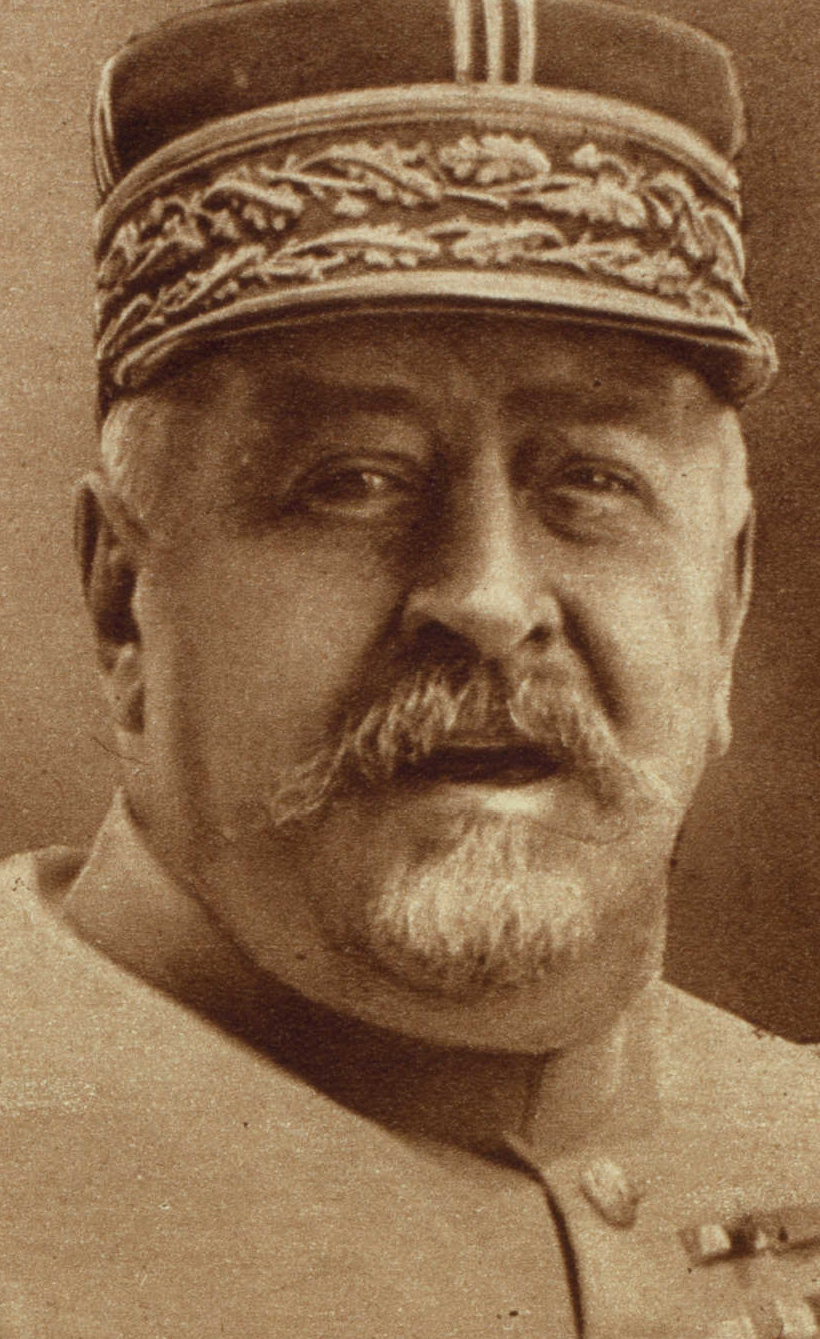
Il generale Henri Berthelot, il principale collaboratore del generale Joffre allo stato maggiore dell'esercito all'inizio della prima guerra mondiale.

In realtà il generale Joffre, non escludendo una manovra tedesca attraverso il Belgio, considerava l'eventualità che le truppe francesi entrassero a loro volta nel Paese confinante, e chiese chiarimenti ai politici responsabili sulla possibilità di superare il confine franco-belga per contrastare l'avanzata nemica. Il governo affermò subito che ogni iniziativa francese in Belgio si sarebbe dovuta prendere solo a seguito di una violazione del territorio neutrale da parte della Germania. Il 9 gennaio e il 21 febbraio 1912 si tennero due importanti riunioni a Parigi con la presenza del generale Joffre; il comandante in capo venne ebbe l'autorizzazione a entrare in Belgio dopo una violazione tedesca della neutralità. Le affermazioni del generale Henry Hughes Wilson, vice-capo di stato maggiore britannico, il 27 novembre 1912, secondo il quale la Gran Bretagna considerava negativamente la violazione preventiva della neutralità belga da parte francese, contribuirono a convincere Joffre che era necessario rinunciare «ad ogni idea di manovra a priori attraverso il Belgio».
Il 18 aprile 1913 il generale Joffre propose finalmente il suo nuovo piano che venne approvato dal Consiglio Superiore della guerra il 2 maggio. Ulteriori elaborazioni dello stato maggiore continuarono anche nei mesi seguenti fino al 28 marzo 1914, mentre i dettagli tecnici vennero definitivamente completati il 15 aprile 1914. Denominato ufficialmente Plan de renseignements, il cosiddetto Piano XVII non indicava con assoluta precisione i movimenti strategici previsti ma si limitava a delineare le aree di schieramento delle armate in caso di guerra contro la Germania. Il generale Joffre preferì non divulgare apertamente tutti i dettagli strategici dei suoi piani reali e né i politici né i comandanti designati delle armate vennero compiutamente informati sulle operazioni offensive previste. In particolare il generale mantenne il riserbo sulle sue intenzioni riguardo all'eventuale entrata in Belgio.
Il generale Joffre intendeva prendere l'iniziativa e non attendere i movimenti dell'avversario; cinque armate sarebbero state messe in campo mentre in un documento segreto allegato al piano XVII erano illustrati i dettagli del previsto intervento di un corpo di spedizione britannico sul fianco sinistro dell'esercito francese, a ovest di Mézières-sur-Oise. In linea generale il progetto del generale Joffre prevedeva che la 1ª e la 2ª Armata, concentrate sull'ala destra dello schieramento, avrebbero attaccato in Lorena verso Sarrebourg e Saarbrücken; più a nord la 3ª Armata sarebbe passata all'offensiva verso Metz e Thionville. All'ala sinistra il piano prevedeva il raggruppamemto della 5ª Armata che avrebbe potuto penetrare in Lussemburgo oppure, "alla prima notizia della violazione del territorio belga da parte della Germania", sarebbe entrata in Belgio.
Questo piano di schieramento e operazioni era basato su una grave sottovalutazione della forza e del numero delle formazioni che la Germania sarebbe stata in grado di mettere in campo; apparentemente il generale Joffre, pur considerando fortemente probabile una violazione tedesca della neutralità belga, non comprese le proporzioni gigantesche di questo movimento aggirante del nemico. Non ritenendo possibile che lo stato maggiore tedesco avrebbe corso il rischio di impiegare in prima linea fin dall'inizio della guerra le sue unità di seconda linea formate da riservisti, l'alto comando francese ipotizzava che avrebbe avuto di fronte circa venti corpi d'armata tedeschi, di cui solo 12-15 sarebbero stati impiegati in Belgio e Lussemburgo. In realtà nell'agosto 1914 l'alto comando tedesco avrebbe concentrato 36 corpi d'armata sul fronte occidentale e avrebbe effettuato la grande avanzata attraverso il Belgio con 27 corpi d'armata.
Il generale Joffre aveva piena fiducia nei suoi piani; egli continuò mantenere il segreto riguardo ai dettagli delle operazioni anche dopo l'inizio della guerra europea. il governo non venne informato dello sviluppo dei combattimenti e ancora il 3 agosto 1914, durante una riunione finale con i suoi generali comandanti di armata, si mantenne estremamente riservato e espresse la sua convinzione che per vincere più dei piani fossero importanti la fiducia e la determinazione dei capi e delle truppe. Il 4 agosto 1914 il comandante in capo trasferì il Grand Quartier Général a Vitry-le-François da dove intendeva dirigere l'esecuzione del Piano XVII.

## Fallimento del piano XVII

Cartina del Piano Schlieffen e delle offensive francesi previste dal Piano XVII

Durante i primi giorni d'agosto 1914 il generale Joffre concentrò la sua attenzione e la sua attività soprattutto nelle operazioni di mobilitazione e concentramento dell'esercito e nell'analisi delle informazioni disponibili per interpretare le intenzioni dei tedeschi e comprendere il loro piano d'operazioni. Egli ritenne prematuro fino all'8 agosto svelare i suoi piani; quel giorno il generale Joffre, ritenendo di aver compreso, dopo le notizie giunte sull'invasione tedesca del Belgio e i primi attacchi a Liegi, la manovra messa in atto dal nemico, decise di diramare la "Istruzione Generale n. 1" in cui finalmente, partendo dalle posizioni stabilite nel Piano XVII, venivano assegnati precisi incarichi operativi ad ogni armata. Il piano d'operazioni definitivo che il generale Joffre avrebbe cercato di mettere in atto nel mese di agosto prevedeva che i francesi sferrassero due grandi attacchi: in Lorena, la 1ª Armata del generale Auguste Dubail e la 2ª Armata del generale Édouard de Castelnau sarebbero avanzate verso Sarrebourg, Saarbrucken, Strasburgo, riconquistando i territori annessi nel 1870 e agganciando grandi forze tedesche; il secondo colpo, ancora più importante, sarebbe stato portato attraverso le Ardenne belghe a nord della linea Metz-Thionville dalla 3ª Armata del generale Pierre Ruffey e della 4ª Armata del generale Fernand de Langle de Cary. La riserva sarebbe stata costituita dalla 5ª Armata del generale Charles Lanrezac che sarebbe stata raggruppata a Rethel e Mézières in attesa di conoscere gli sviluppi della manovra tedesca attraverso il Belgio centrale.
Il generale Joffre era pienamente fiducioso; egli riteneva che i suoi piani fossero corretti e che le disposizioni previste avrebbero consentito di schierare opportunamente le sue armate ottenendo la superiorità numerica e tattica nei punti decisivi e raggiungendo la vittoria e la "distruzione" dell'esercito tedesco. Il comandante in capo e il vice-capo di stato maggiore, generale Henri Berthelot, non furono affatto impressionati dalle notizie sulla potenza dell'ala destra tedesca in avanzata in Belgio né dai timori espressi dal comandante della 5ª Armata, generale Lanrezac. Al contrario essi ritennero che i tedeschi, avendo rafforzato la loro ala destra, fossero molto più deboli al centro nelle Ardenne dove contavano di sferrare l'attacco decisivo, spezzando in due tronconi il fronte nemico.

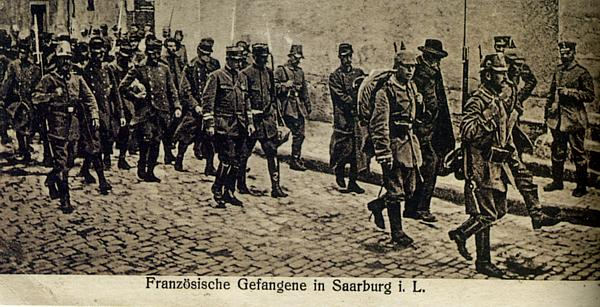
Prigionieri francesi catturati a Sarrebourg.

Nonostante le ottimistiche valutazioni del generale Joffre e dei suoi principali collaboratori, il Piano XVII nella sua applicazione concreta sul campo rivelò entro la terza settimana di agosto le sue gravi carenze e si concluse con un completo fallimento nella cosiddetta battaglia delle Frontiere. Le truppe tedesche penetrate in Belgio a nord e a sud della Mosa erano molto più numerose del previsto e la loro minacciosa avanzata costrinse il generale Joffre a far intervenire sulla Sambre la 5ª Armata del generale Lanrezac e il Corpo di spedizione britannico che tuttavia non furono in grado di fermare la marcia tedesca e, sconfitti nella battaglia di Charleroi e nella battaglia di Mons, dovettero ripiegare verso sud. Inoltre, a differenza di quel che riteneva il generale Joffre, le truppe tedesche schierate al centro non erano affatto deboli e al contrario furono in grado di affrontare e battere duramente le armate dei generali Ruffey e Langle de Cary che in teoria avrebbero dovuto sferrare l'attacco decisivo nelle Ardenne. Il 24 agosto sia nelle Ardenne che in Belgio le armate francesi e il corpo di spedizione britannico erano in piena ritirata dopo aver subito una serie di sanguinose sconfitte. Fin dal 20 agosto era fallita anche l'altra offensiva francese in Lorena; dopo alcuni successi iniziali i generali Castelnau e Dubail erano stati contrattaccati e sconfitti, i francesi dovettero ritirarsi oltre il confine.
Il 25 agosto il generale Joffre dovette riconoscere il fallimento dei suoi piani e la necessità di organizzare una ritirata generale, modificare lo schieramento delle armate e studiare un nuovo progetto di operazioni per fermare l'invasione. Egli tuttavia non ammise l'errata concezione del Piano XVII né il fallimento delle tattiche eccessivamente offensive delle truppe francesi che erano costate perdite rovinose di fronte alla potenza di fuoco dei tedeschi. Egli invece continuò a ritenere che i suoi piani erano adeguati e che avevano permesso di schierare le armate in posizioni favorevoli; egli accusò del fallimento soprattutto la scarsa energia di alcuni dei generali in comando e anche l'insufficiente elan offensivo dimostrato da una parte delle truppe che in realtà invece erano state sconfitte in parte proprio per la loro incauta aggressività. Il generale Joffre procedette, mentre dirigeva la ritirata, a sostituire numerosi generali, tra cui i generali comandanti d'armata Ruffey e Lanrezac, da lui ritenuti poco determinati e ottimisti e diramò nuove disposizioni tattiche per migliorare la collaborazione tra artiglieria e fanteria.
Nonostante il fallimento del Piano XVII e la necessità di improvvisare un nuovo progetto operativo, il generale Joffre, dimostrando tenacia, ottimismo e determinazione, sarebbe riuscito in settembre 1914 a fermare l'invasione e vincere la decisiva prima battaglia della Marna, grazie anche agli errori strategici e tattici degli alti comandi tedeschi che non sarebbero stati in grado di concludere vittoriosamente la loro brillante offensiva secondo le indicazioni del Piano Schlieffen.

## Generali francesi comandanti d'armata l'8 agosto 1914

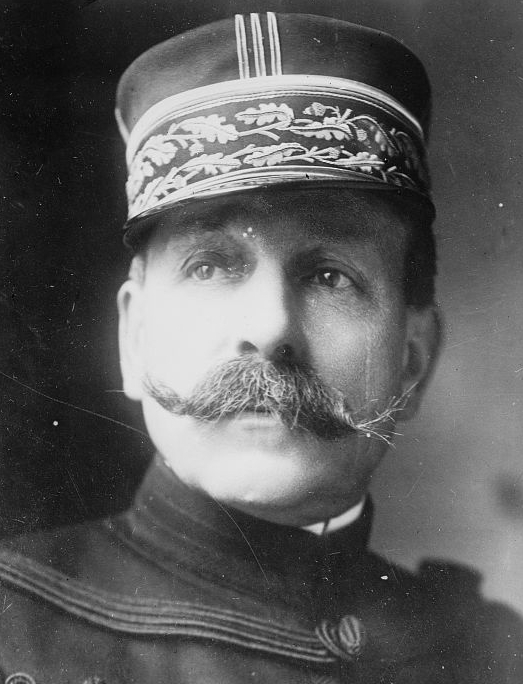
Generale Auguste Dubail, comandante della 1ª Armata
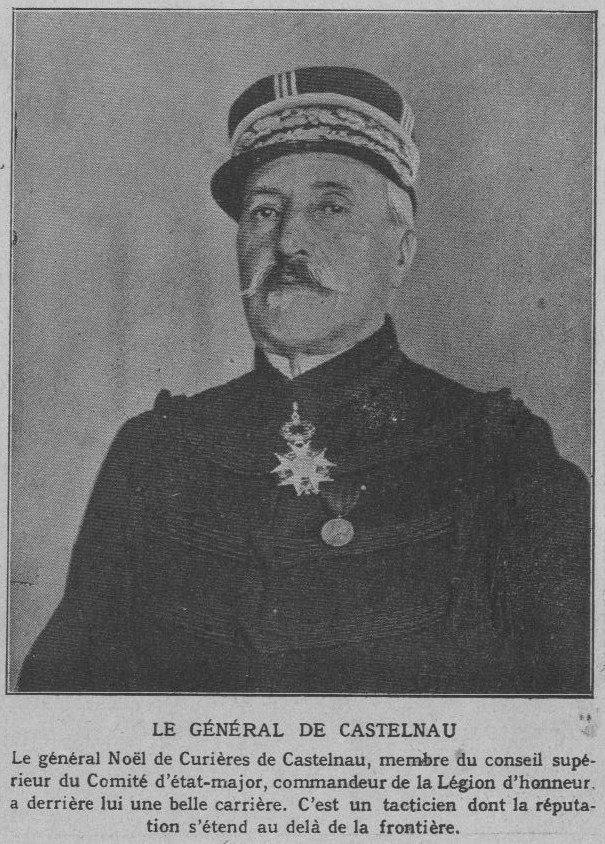
Generale Édouard de Castelnau, comandante della 2ª Armata
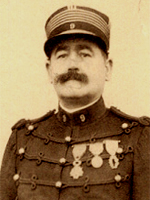
Generale Pierre Ruffey, comandante della 3ª Armata
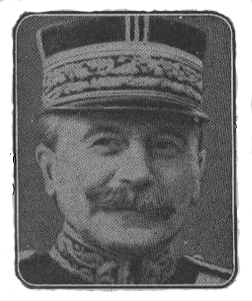
Generale Fernand de Langle de Cary, comandante della 4ª Armata
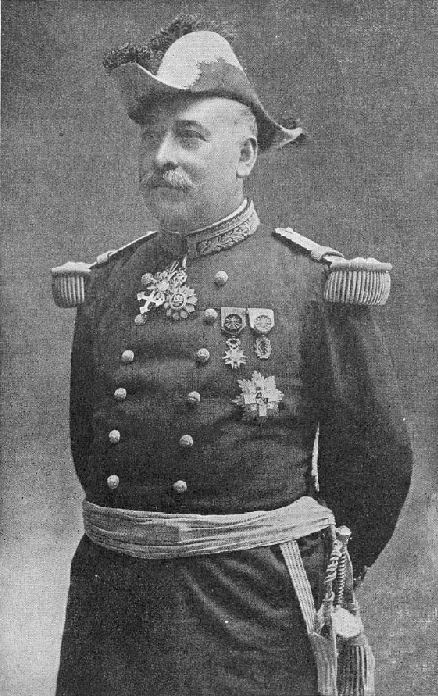
Generale Charles Lanrezac, comandante della 5ª Armata